# Camillo Tommasi di Scillato
Camillo Tommasi di Scillato (Siracusa, 15 febbraio 1873 – Roma, 2 luglio 1969) è stato un generale e politico italiano.

## Biografia
Nacque a Siracusa nel 1873; suo padre era Ludovico Tommasi, 8º principe di Santo Buono, 10º marchese di Scillato, 6º marchese di Castelfuerte, 12º conte di Gibilmanna (1835-1909), e sua madre María Josefa Álvarez de Toledo (1847-1930), figlia di José Joaquín Álvarez de Toledo, 18º duca di Medina Sidonia, 14º marchese di Villafranca, 14º marchese di los VéLez, 12º duca di Fernandina, 13º marchese di Molina, 22º conte di Niebla e Grande di Spagna; era cugino del coetaneo marchese Pietro Tomasi Della Torretta e zio del celebre scrittore principe Giuseppe Tomasi di Lampedusa: la sua famiglia apparteneva ad un ramo cadetto dei principi Tomasi, che si differenziava nella stesura del cognome.
Tommasi fu educato presso la Scuola militare "Nunziatella", dalla quale uscì nel 1891 sottotenente del 62º Reggimento fanteria "Sicilia", dislocato a Catania; partecipò agli ultimi episodi della guerra d'Eritrea, guadagnandosi nel 1894 le spalline di tenente. Nominato aiutante di campo del generale Oreste Baratieri, prese parte anche alle fasi principali della Guerra d'Abissinia: la battaglia di Argodat, la battaglia di Coatit e alla stessa battaglia di Adua. Passato agli alpini come capitano, nel 1897, divenne aiutante maggiore del generale Leone Pelloux, fratello del Primo Ministro del Regno d'Italia Luigi Pelloux e Comandante generale delle truppe alpine; nel 1899 venne insignito dell'Ordine militare di Savoia.
Nel 1900 Tommasi divenne deputato del Parlamento italiano nelle file della Destra storica; ricoprì l'incarico di deputato per la XXI legislatura del Regno d'Italia e successivamente anche per le legislature XXIV, XXV, XXVI e XXVIII. Nel 1903 fu promosso maggiore e entrò a far parte del 3º Reggimento alpini con sede a Pinerolo.
Nel 1907 fu promosso tenente colonnello ed assegnato allo Stato Maggiore dell'Esercito Italiano; fu promosso nuovamente colonnello nel 1909 partecipò alla guerra italo-turca distinguendosi per l'abilità strategica dimostrata presso lo stato maggiore del generale Carlo Caneva e ricevette la promozione a tenente generale e il titolo di Commendatore dell'Ordine dei Santi Maurizio e Lazzaro. Nello stesso anno, il 1911, successe al generale Cadorna come comandante generale delle truppe alpine, carica che però detenne fino al 1912.
Partecipò alla prima guerra mondiale come membro dello stato maggiore dello stesso generale conte Luigi Cadorna e successivamente in quello del generale Armando Diaz, occupandosi delle operazioni alpine in Trentino ed in Val Camonica: diresse la Guerra Bianca in Adamello ed alcune fasi della battaglia degli altipiani, coudiavando i generali Roberto Brusati e Guglielmo Pecori Giraldi. Nel 1916 ricevette l'Ordine della Corona d'Italia e dal gennaio 1917 fu distaccato presso lo stato maggiore alleato diretto dal generale britannico Douglas Haig.
Nel 1921 fu nominato governatore militare della piazzaforte di Trento; nel 1925 divenne addetto militare presso l'ambasciata italiana a Londra e nel 1929 fu nominato aiutante di campo di re Vittorio Emanuele III d'Italia; nel 1933 venne nominato dal Gran Maestro del Sovrano Militare Ordine di Malta, Ludovico Chigi Albani della Rovere, comandante in capo del Corpo Militare dell'ACISMOM. Nel 1938 si ritirò dall'esercito, riapparendo nella vita pubblica solo nel 1946 in occasione del referendum del 25 giugno 1946, che portò alla proclamazione della Repubblica Italiana: Tommasi fu un accanito sostenitore dei monarchici e successivamente avrebbe sostenuto anche finanziariamente l'attività del Partito Nazionale Monarchico. Morì a Roma il 2 luglio 1969, all'età di novantasei anni.